# Raphael Kötters
Raphael Kötters (21 januari 2001) is een Belgisch handballer.

## Levensloop
Kötters startte met handbal bij HC Eynatten en maakte voor het seizoen 2020-'21 de overstap naar Istres Provence, een club actief in de Franse 1e divisie.
Tevens is hij als international actief bij het Belgisch handbalteam. Hij werd onder meer geselecteerd voor het wereldkampioenschap van 2023.